# Pont du Qingshuihe
Ne doit pas être confondu avec Pont Qingshuihe (pont ferroviaire).
Le pont du Qingshuihe (chinois simplifié : 清水河大桥) est un pont suspendu long de 2 171 mètres traversant la vallée de la rivière Qingshuihe (zh) dans la province du Guizhou en Chine.

## Description
La construction de ce pont répond à un besoin d'équipements routiers dans la province particulièrement montagneuse du Guizhou. Ainsi, la distance entre le centre administratif du Xian de Weng'an et la capitale régionale Guiyang, auparavant de cent soixante kilomètres, est réduite depuis l'ouverture de l'ouvrage à trente-huit kilomètres.
Le pont du Qingshuihe est, au moment de son achèvement, le second plus haut pont du monde, derrière le pont du Siduhe. Depuis, il a été relégué à la troisième place par la construction du pont du Beipanjiang. Son tablier, long de 2 171 mètres, domine la rivière de 406 mètres. Par ailleurs, la portée de la travée située entre les deux pylônes est de 1 130 mètres ; les deux pylônes en question mesurent respectivement 224 et 230 mètres de hauteur.

## Construction
La construction de ce pont a nécessité moins de trois années de chantier, les ouvriers travaillant sept jours sur sept, y compris les jours fériés, en se relayant par équipes[réf. nécessaire]. Le pont est construit sur un terrain karstique rocailleux.
Le coût total de l'ouvrage est de 1,54 milliard de yuans (soit 214 millions d'euros)[réf. nécessaire].

## Économie locale
La région produit des fertilisants depuis les années 1980, mais sa distribution fut toujours compliquée en raison de la traversée de la rivière Qingshuihe. Avec le pont, les livraisons sont beaucoup plus simples et les coûts logistiques réduits de 10%.